# Alexander Issajewitsch Solschenizyn

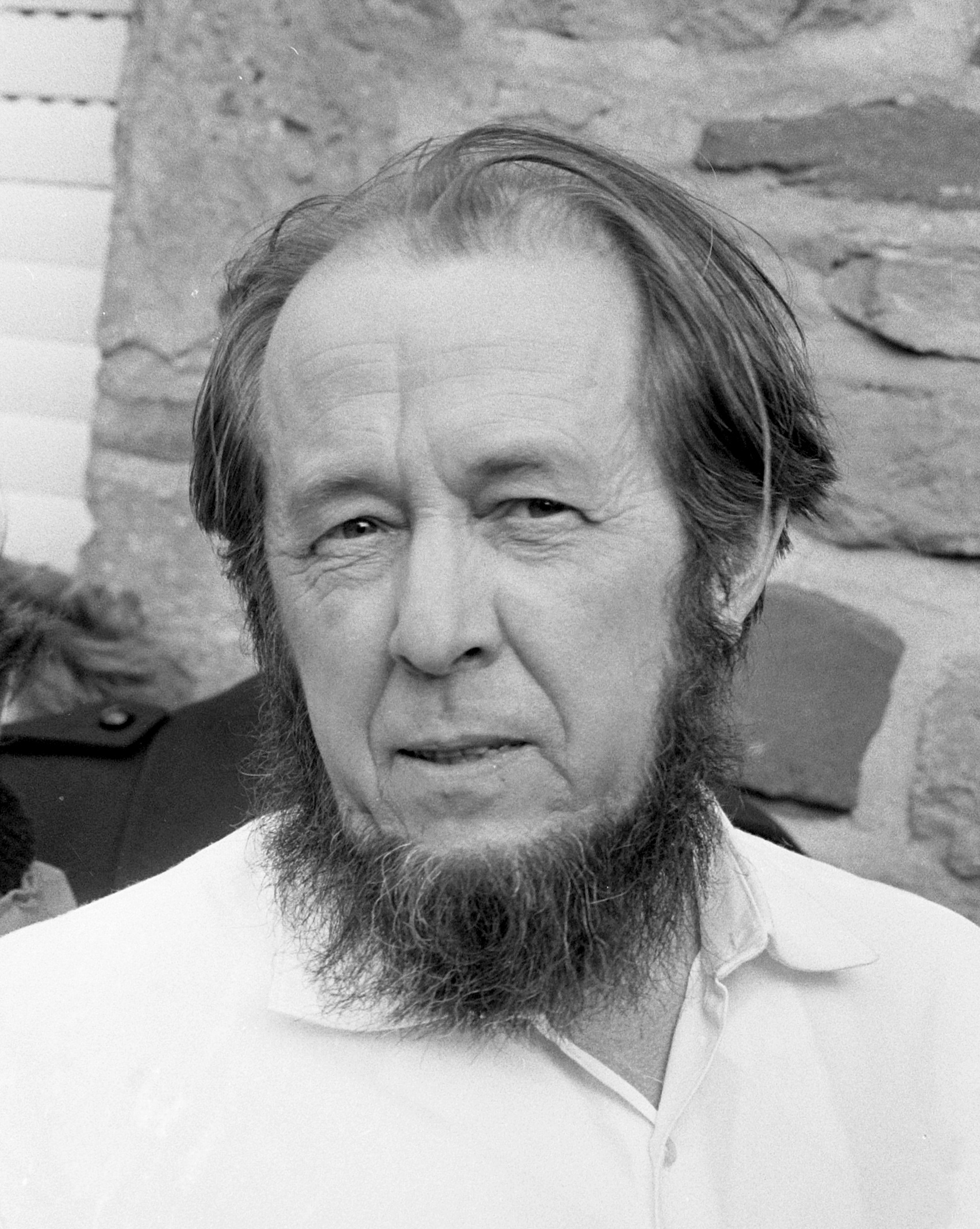
Solschenizyn (1974)

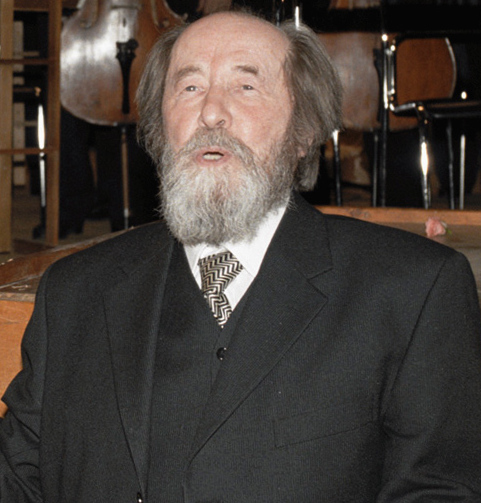
Solschenizyn (1998)

Alexander Issajewitsch Solschenizyn [səlʐɨˈnʲitsɨn] (russisch Александр Исаевич Солженицын, wiss. Transliteration Aleksandr Isaevič Solženicyn; * 11. Dezember 1918 in Kislowodsk, Oblast Terek; † 3. August 2008 in Moskau) war ein russischer Schriftsteller und Systemkritiker. Er wurde 1970 mit dem Nobelpreis für Literatur ausgezeichnet. Sein literarisches Hauptwerk Der Archipel Gulag beschreibt detailliert die Verbrechen des stalinistischen Regimes der Sowjetunion bei der Verbannung und systematischen Ermordung von Millionen Menschen im Gulag.

## Leben
Alexander Solschenizyns Vater, ein Kosak, starb vor Alexanders Geburt. Da seine Mutter sehr krank war, wuchs er hauptsächlich bei den Großeltern auf. Bei ihnen wurde er mit dem russisch-orthodoxen Glauben sowie russischen Sitten und Gebräuchen vertraut gemacht. 1924 zog seine Mutter nach Rostow am Don, wo er auch die Schule besuchte. Bereits mit neun Jahren hatte er den Wunsch, Schriftsteller zu werden. Das Abitur legte er 1936 ab und nahm in der Folgezeit ein Studium in den Fachgebieten Mathematik und Physik in Rostow am Don auf. Eigentlich wollte er in Moskau Literatur studieren, aber dazu reichten die finanziellen Mittel nicht. In der Jugendzeit begeisterte er sich für die Anschauungen und politischen Orientierungen Wladimir Iljitsch Lenins (→ Leninismus). Daraus resultierten zahlreiche Ansätze und Wertungen seiner späteren Auseinandersetzung mit dem Stalinismus. Am 7. April 1940 heiratete er die Chemikerin Natalja Alexejewna Reschetowskaja. Ein Jahr später wurde er zum Kriegsdienst in der Roten Armee eingezogen.
Im Deutsch-Sowjetischen Krieg kämpfte Solschenizyn als Batteriechef einer Artillerieeinheit in einer Schallmesstruppe. Er nahm in dieser Funktion an der Schlacht bei Kursk (Juli 1943), der Operation Bagration (1944) und der Weichsel-Oder-Operation in Ostpreußen (1945) teil. Seine Erlebnisse als Offizier während der Eroberung Ostpreußens schrieb er in Gedichtform im Band Ostpreußische Nächte (Прусские ночи) und als Erzählung in Schwenkitten ’45 (Адлиг Швенкиттен) nieder. Für seine Verdienste wurde er als Hauptmann mit dem Orden des Großen Vaterländischen Krieges und dem Orden des Roten Sterns ausgezeichnet.

### Überleben im Gulag und Verbannung

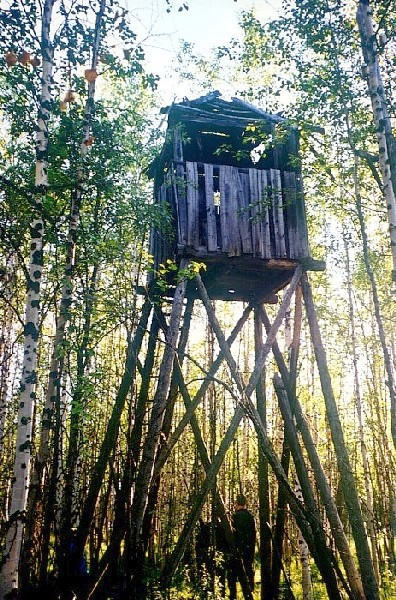
Ein Wachturm im Projekt 503 der Stalineisenbahn von Workuta nach Igarka

Im Februar 1945 wurde Alexander Solschenizyn überraschend an der Front durch die militärische Spionageabwehr verhaftet und in das Moskauer Lubjanka-Gefängnis überstellt, weil er in Briefen an einen Freund Kritik an Stalin (allerdings hat er Stalin nicht direkt genannt, sondern er sprach vom Diktator als „Der Mann mit dem Schnurrbart“) geübt hatte. Gemäß Artikel 58 des sowjetischen Strafgesetzbuches wurde er daraufhin ohne Gerichtsverhandlung zu acht Jahren Haft und folgende „ewige Verbannung“ verurteilt. Die Haft verbrachte er in Arbeitslagern des Gulag. Zunächst wurde er in einem Sonderlager für Wissenschaftler in Marfino untergebracht, wo er den ebenfalls inhaftierten Lew Kopelew kennenlernte. Seine Erfahrungen mit diesem Sonderlager verarbeitete er 1968 in dem Roman Der erste Kreis der Hölle. Da er sich weigerte die Arbeitsauflage zu erfüllen, sich mit vorgegebenen wissenschaftlichen Themen zu beschäftigen, wurde Solschenizyn später in den Lagerkomplex Ekibastus in Kasachstan für politische Häftlinge verlegt. In diesem Lager arbeitete er in einer Gießerei.
Sowohl im Sonderlager zu Beginn seiner Gefangenschaft als auch im Lager Ekibastus erlebte er den Kampf der Lagerinsassen ums Überleben und durchlebte die ständige Bedrohung durch den Hunger, Aufstände und unerfüllbare Arbeitsnormen. Immer wieder starben Häftlinge in seiner Nähe. Solschenizyn, der ehemalige Atheist und Anhänger des Kommunismus, beschrieb in seinem Roman auch die eigene geistige Entwicklung durch die Leiden und Erfahrungen in dieser Zeit. Später bekannte er sich nachdrücklich zum orthodoxen Christentum. 
Im Jahr 1952, ein Jahr vor seiner Entlassung aus dem Gulag, ließ Solschenizyns Frau Natalja („Natascha“) sich von ihm scheiden. Dies geschah zunächst im gegenseitigen Einverständnis, um weiteren Repressalien durch den stalinistischen Machtapparat zu entgehen, da eine Ehe mit einem politischen Gefangenen zu Kündigungen oder Verfolgungen hätte führen können. Nach eigener Aussage blieb Natascha ihrem Mann während der ersten Jahre seiner Gefangenschaft von 1945 bis 1950 treu, und „ein Gefühl großer innerer Verbundenheit“ schien sich sogar noch zu vertiefen, obwohl beide sich in dieser Zeit oft nur wenige Male pro Jahr sehen konnten. Dann wandte sich Natascha aber von ihm ab und ließ den neuen Assistenzprofessor ihres Institutes, Wsewolod Somow, der bereits einen Sohn hatte, bei sich einziehen. Solschenizyn erhielt im Lager von seiner Tante die Nachricht: „Natascha bat mich, Ihnen auszurichten, dass Sie Ihr Leben unabhängig von ihr einrichten können.“
1951 war Solschenizyn an Krebs erkrankt. Dies war einer der Gründe, warum Natascha ihm die Trennung erst später durch die Tante mitteilen ließ. Im Lagerkrankenhaus wurde das Krebsgeschwür operiert, und es bestand die Hoffnung, dass sich keine weiteren Metastasen gebildet hatten.
Im Februar 1953 wurde Solschenizyn aus der Lagerhaft entlassen und trat die Verbannung an. Als Verbannungsort wurde ihm das Dorf Berlik im Kreis Kok-Terek in der Steppe Kasachstans zugewiesen. Kurz nach seiner Ankunft dort erfuhr er vom Tod Stalins am 5. März 1953. Trotz seiner Freude hielt er sich aber bedeckt und begann lediglich die Suche nach einer besseren Unterkunft nach diesem „herrlichen Geschenk“, wie es Donald Thomas in seiner Biografie über Solschenizyn nennt. Nachdem er anfangs als politischer Häftling keine Anstellung finden konnte, erhielt er schließlich eine Anstellung als Dorfschullehrer mit den Fächern Mathematik, Physik und Astronomie.

„Ich – in einer Klasse, die Kreide in der Hand! Das war er, der Tag meiner Befreiung, meiner Wiedereinsetzung in die Staatsbürgerrechte. Alles, was sonst noch zur Verbannung gehörte, bemerkte ich nicht mehr.“

Im Dezember des Jahres 1953 musste er sich aufgrund eines faustgroßen Tumors in der Bauchhöhle erneut einer medizinischen Behandlung unterziehen, dieses Mal in einem Taschkenter Krankenhaus, in dem er zuletzt im Jahr 1955 bestrahlt wurde. Die Überlebenschance lag dabei zunächst bei weniger als 30 %. Die Erfahrungen dieser Behandlung verarbeitete er später im Roman Krebsstation (Раковый корпус).

### Leben in der Sowjetunion nach der Verbannung
1957, während der Tauwetter-Periode, wurde Solschenizyn offiziell rehabilitiert und die Verbannung wurde aufgehoben. Man konnte angesichts seiner Krebserkrankung mit seinem baldigen Tod rechnen. Er lebte danach in Rjasan, wo er als Lehrer an der regionalen Oberschule arbeitete. Die Zeit war von der Wiederannäherung an Natascha, die er 1957 erneut heiratete, und von großem Arbeitseifer geprägt. Er sah es als seine Aufgabe, den zum Schweigen Gebrachten seine Stimme zu leihen. Er zog sich oft in Hütten abseits der Zivilisation zurück, um ungestört schreiben zu können. Natascha unterstützte ihn persönlich und finanziell und ermöglichte es ihm, seine Unterrichtsverpflichtungen zugunsten seiner literarischen Arbeit zu verringern.
1962 verfasste er eines seiner bekanntesten Werke, die Novelle Ein Tag im Leben des Iwan Denissowitsch (Один день Ивана Денисовича) über den grausamen Lageralltag eines Gefangenen in einem sowjetischen Arbeitslager und eine Auseinandersetzung mit dem stalinistischen System. In dieser Zeit begann er hauptberuflich als Schriftsteller zu arbeiten. Im September 1962 waren mehrere Künstler auf Chruschtschows Datscha am Schwarzen Meer eingeladen. Chruschtschow lernte bei dieser Gelegenheit die Erzählung über Iwan Denissowitsch kennen und gestattete ein Jahr darauf die Veröffentlichung des Romans August Vierzehn, des ersten Teils seiner später unter dem Sammeltitel Das rote Rad verbreiteten Trilogie über die Geschichte Russlands im Ersten Weltkrieg. Als Delegierter des 4. Schriftstellerkongresses 1967 startete er einen „Aufruf zur Abschaffung der Zensur“. 1969 wurde Solschenizyn mit der Begründung, er habe ohne Genehmigung im Ausland publiziert, aus dem Schriftstellerverband der UdSSR ausgeschlossen. In den Folgejahren arbeitete er am Thema „Archipel GULAG“. Ende der 1960er Jahre wurde er von seinem Freund, dem berühmten Cellisten Rostropowitsch, in dessen Datscha großzügig aufgenommen. Rostropowitsch, der Solschenizyn auch durch offene Briefe an Zeitungen wie die Prawda zu verteidigen suchte, fiel schließlich selbst in Ungnade und musste 1974 die Sowjetunion verlassen.
1971 vergiftete ein KGB-Agent Solschenizyn unbemerkt mit einem Rizin-Gel. Das verursachte eine schwere Erkrankung, die erst später als Folge des Mordversuchs identifiziert wurde.
1972 ließen sich Solschenizyn und seine erste Frau Natascha erneut scheiden. 1973 heiratete er Natalja Dmitrijewna Swetlowa (* 1939), eine Mathematikerin, die er 1968 kennengelernt hatte und die einen Sohn aus einer früheren Ehe mitbrachte. Das Paar hatte drei gemeinsame Söhne: Jermolai (* 1970), Ignat (* 1972) und Stepan (* 1973).
Durch eine Bekannte aus seinem Arbeitsumfeld gelangte der KGB noch vor der Veröffentlichung an ein Manuskript des ersten Bandes der Romanreihe Der Archipel Gulag (Архипелаг ГУЛАГ), in der Solschenizyn das sowjetische Lagersystem (Gulag) beschreibt. Er veröffentlichte das Buch unter Zeitdruck im Tamisdat. Kurz danach wurde er am 13. Februar 1974 verhaftet. Noch im Gefängnis wurde ihm die „Anklage nach Paragraph 64“ (Landesverrat) vorgetragen, bereits am nächsten Tag wurde er aus der Sowjetunion ausgewiesen und umgehend nach Frankfurt am Main ausgeflogen. Die Bekannte beging angesichts der Folgen ihres Handelns Suizid.

### Exil und Heimkehr

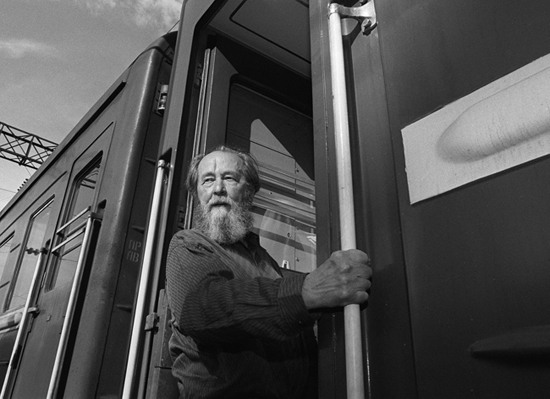
Solschenizyn in Wladiwostok, 1994

Solschenizyn fand zunächst Aufnahme in der Bundesrepublik Deutschland bei Heinrich Böll; später lebte er in Sternenberg im Ferienhaus des Zürcher Stadtpräsidenten Sigmund Widmer in der Schweiz. In dieser Zeit wurde auch der Band II von Archipel GULAG aufgelegt. Es folgten 1975 Die Eiche und das Kalb sowie Drei Reden an die Amerikaner. 1976 siedelte die Familie in die USA über. Hier erschienen 1976 der III. Band des Der Archipel GULAG und Ostpreußische Nächte. Zu dieser Zeit lebte er bereits im US-Bundesstaat Vermont in Cavendish.

1980 erschienen die Bücher Die tödliche Gefahr / Warnung des Kommunismus und November sechzehn, der zweite Band von Das rote Rad. Michail Gorbatschow stieß nach seinem Amtsantritt (März 1985) Glasnost und Perestroika an. Andrei Sacharow wurde Ende 1986 rehabilitiert, weitere Oppositionelle aus der Zeit der Stalinschen Säuberungen (teils postum) 1987. Solschenizyn wurde 1989 wieder in den sowjetischen Schriftstellerverband aufgenommen. Im selben Jahr erschien sein Buch März siebzehn – der dritte Band von Das rote Rad.
Im Jahr 1990 wurde Solschenizyn rehabilitiert und bekam seine sowjetische Staatsbürgerschaft zurück. Es erschien sein Buch Russlands Weg aus der Krise. Ein Manifest. 1991 wurde die noch schwebende Anklage gegen ihn aufgehoben; im selben Jahr zerfiel die Sowjetunion. Solschenizyn kehrte am 27. Mai 1994 nach Russland zurück. Immer deutlicher wurde er nun zum Befürworter der damaligen Politik Russlands und zu einer Leitfigur der national denkenden Kräfte Russlands. Im selben Jahre erschienen von ihm Fortschritt um jeden Preis und das Buch Die russische Frage am Ende des 20. Jahrhunderts. Um ihm bessere Möglichkeiten zu geben, sich in der Öffentlichkeit mit seinen Auffassungen zu äußern, wurde ihm im russischen Fernsehen ein eigenes Fernsehmagazin angeboten. Die Sendung wurde kurz vor der Parlamentswahl am 17. Dezember 1995 wegen schwindender Popularität wieder aus dem Programm genommen. Im selben Jahr erschien sein Buch Heldenleben. Zwei Erzählungen, und er hatte die Gelegenheit, eine Rede vor dem russischen Parlament zu halten. 1997 wurde er in die Russische Akademie der Wissenschaften aufgenommen.
Vierzig Jahre nach dem Erscheinen seiner ersten Novelle Ein Tag im Leben des Iwan Denissowitsch positionierte sich Solschenizyn in seinem 2002 bis 2004 erschienenen Nationalepos Zweihundert Jahre zusammen (Двести лет вместе) nun als erzkonservativer, intoleranter Geschichtsinterpret in der russisch-jüdischen Frage, der bereit war, mit antisemitischen Feindbildern zu arbeiten. In diesem Spätwerk bot er deutlich Munition für den Missbrauch seiner humanistischen Positionen der früheren Schaffensjahre.
Alexander Solschenizyn starb am 3. August 2008 um 23.45 Uhr Moskauer Zeit im Alter von 89 Jahren in seinem Moskauer Haus und im Kreis seiner Familie an den Folgen eines Schlaganfalls. Er hinterließ seine Witwe und die drei Söhne. Die Beisetzung fand am 6. August 2008 im Moskauer Donskoi-Kloster statt.

## Politisches Wirken

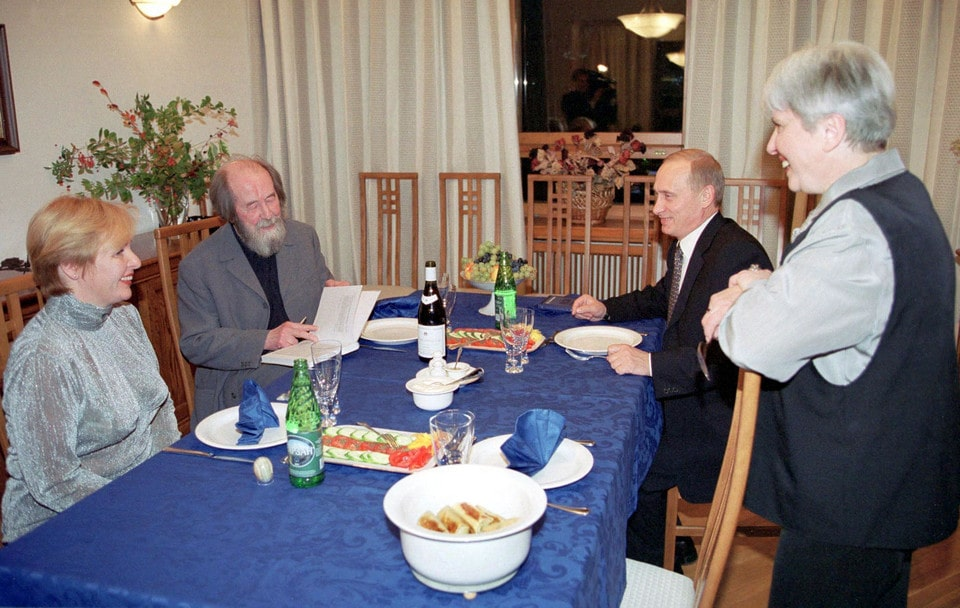
Wladimir Putin bei Solschenizyn, 2000

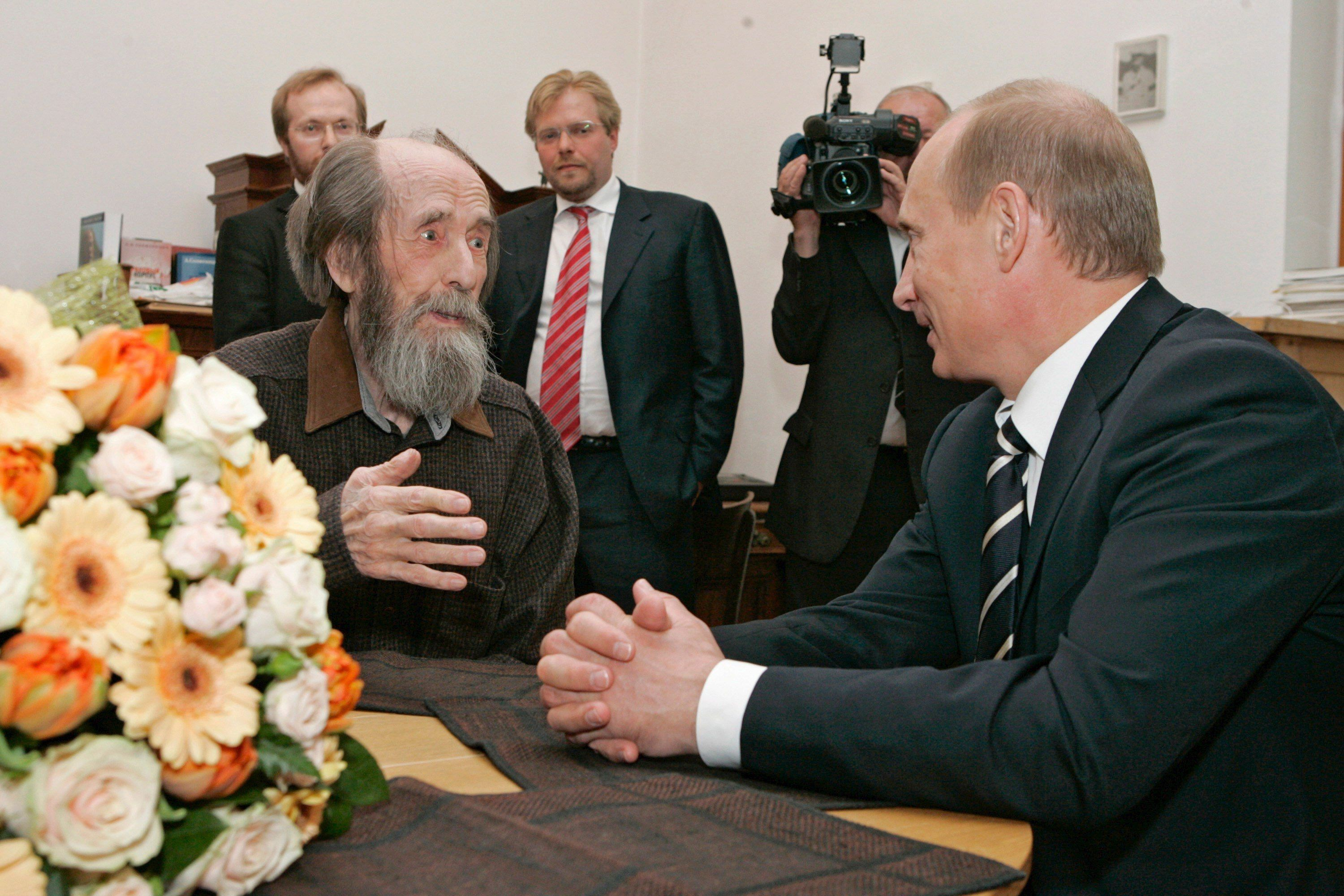
Solschenizyn mit Wladimir Putin, 2007

Obwohl er im Ausland sehr willkommen war und seine Privatsphäre respektiert wurde, blieb Russland immer seine geistige Heimat. Sein Werk Zwischen zwei Mühlsteinen (Угодило зернышко промеж двух жерновов) legt Zeugnis ab, wie sehr er sich von „einigen Kreisen“ eingenommen fühlte (siehe dazu auch Nikolai Getman). Wohl da er überzeugt davon war, eines Tages in sein Vaterland zurückzukehren, bemühte er sich nicht, die englische Sprache zu lernen und in den USA heimisch zu werden.
Nach seiner Rückkehr 1994 in die ehemalige Sowjetunion war er von den Verhältnissen dort allerdings schon bald enttäuscht, da sein Heimatland in seinen Augen von einer „moralischen Erneuerung“, wie er sie sich erträumt hatte, weiter denn je entfernt war. 1999 übte er mehrfach Kritik am Einsatz der NATO in Jugoslawien: „Unter den Augen der Menschheit ist man dabei, ein großartiges europäisches Land zu zerstören, und die zivilisierten Regierungen applaudieren […] Nachdem sie die Vereinten Nationen auf den Müll geschmissen hat, proklamiert die NATO der Welt für das kommende Jahrhundert ein altes Gesetz – das des Dschungels: Der Stärkere hat immer recht.“ Boris Jelzin forderte er während des ersten Tschetschenienkrieges zum Rückzug aus Tschetschenien auf. Gegen den von Wladimir Putin begonnenen zweiten Tschetschenienkrieg hatte er allerdings nichts einzuwenden und forderte in diesem Zusammenhang sogar die Todesstrafe für „tschetschenische Terroristen“. Schließlich traf er sich sogar mit Putin zu einem Gespräch, bei dem sich beide über das Schicksal und die Größe Russlands unterhielten.
Solschenizyn lehnte die Entwicklungen in Russland insbesondere unter Jelzin ab, weshalb er auch die von ihm angebotenen Staatspreise zurückwies. Gorbatschow schien ihm politisch naiv, unerfahren und verantwortungslos: „Das war keine Machtausübung, sondern ein sinnloser Verzicht auf Macht. Durch die Begeisterung des Westens fühlte er sich in dieser Verhaltensweise bestätigt.“ Boris Jelzin war seiner Meinung nach für den desolaten Zustand Russlands hauptverantwortlich, den er in seinem Buch Russland im Absturz dargestellt hatte. Die unter seinem Diktat durchgeführte Privatisierung führe zum „hemmungslosen Raub des russischen Reichtums“. Jelzin fördere außerdem separatistische Tendenzen und „ließ Beschlüsse verabschieden, die den russischen Staat in Stücke zerreißen sollten. Damit wurde Russland seiner wohlverdienten historischen Rolle und seiner Stellung auf dem internationalen Parkett beraubt. Was vom Westen mit lautstarkem Applaus quittiert wurde.“ Weiter plädierte Solschenizyn im selben Buch für die Annexion der Ost- und Südukraine durch Russland und warf der Ukraine „zügellose Ausdehnung auf Gebiete“ vor, „die vor Lenin nie zur Ukraine gehört hatten: die beiden Donezk-Provinzen sowie der gesamte südliche Gürtel Neurusslands (Melitopol-Cherson-Odesa) sowie die Krim“.
Solschenizyn sah den Einfluss der USA als verhängnisvoll an und kritisierte ihren zynischen Pragmatismus, der zum Verlust des Vertrauens in die demokratischen Ideale beigetragen habe. Als besonderes, Russland nachhaltig prägendes Ereignis nennt er die Bombardierung Belgrads.
Mit besonderer Sorge betrachtete er die Auflösung der Bindungen zwischen Russland, den Russen außerhalb der russischen Grenzen und der mit Russland früher verbundenen Länder, insbesondere der Ukraine. Er sah hier einen schädigenden Einfluss des Westens, der seine Wurzel in der mangelnden Bereitschaft und Fähigkeit hatte, den Unterschied zwischen Russland und der Sowjetunion wahrzunehmen. „Dazu kamen die Versuche der Nato, Teile der zerfallenen UdSSR in ihre Sphäre zu ziehen, vor allem – was besonders schmerzlich war – die Ukraine, ein mit uns eng verwandtes Land, mit dem wir durch Millionen familiärer Beziehungen verbunden sind. Diese könnten durch eine militärische Bündnisgrenze im Nu zerschnitten werden.“

## Rezeption
Eine Rezeptionsgeschichte in der Bundesrepublik, in Großbritannien und in den USA wird in dem Buch Alexander Solzhenitsyn: Cold War Icon, Gulag Author, Russian Nationalist? A Study of the Western Reception of his Literary Writings, Historical Interpretations, and Political Ideas (Stuttgart, 2014) von der Komparatistin Elisa Kriza kritisch analysiert.
Seit 2006 gibt der Moskauer Verlag Wremja („Zeit“) eine 30-bändige Edition seines Gesamtwerks heraus. Im September 2012 waren 16 Bände dieser Edition fertiggestellt. Zu Solschenizyns hundertstem Geburtstag wurde im Jahr 2018 der Band 28 „Die Eiche und das Kalb“ veröffentlicht. Das Hauptwerk Archipel GULAG ist in den Bänden 4 bis 6 der Reihe erschienen.
Für sein zweibändiges Spätwerk Zweihundert Jahre zusammen (Двести лет вместе), das die jüdisch-russische Geschichte von 1795 bis 1916 (Band 1) bzw. von 1917 bis 1972 (Band 2) darstellt, erntete Solschenizyn im In- wie Ausland harsche Kritik, da es mehrere Ansätze enthält, die als antisemitisch ausgelegt werden können. Der Hauptgrund dafür war seine Behauptung, dass Russen und Juden die Verantwortung für das Terrorregime in der Frühphase der Sowjetunion teilen müssten und deshalb beide Seiten zur „Reue“ verpflichtet seien. Anstoß wurde auch daran genommen, dass er der gängigen Darstellung widerspricht, wonach etwa die Pogrome von Kischinew von den russischen Behörden vorbereitet und in Gang gesetzt worden seien. Solschenizyn erklärt sie stattdessen mit Unfähigkeit und Ratlosigkeit auf Seiten der Polizei und beklagt die „flammenden Übertreibungen“, mit denen „der Zarismus“ in der westlichen liberalen Öffentlichkeit zum Hassobjekt und Schreckbild gemacht worden sei. Auch bei einem Pogrom von 1882 spiele Solschenizyn entgegen den Forschungsergebnissen die Zahl der Opfer herunter. Zudem wurde seine selektive Zitierweise bemängelt sowie der Umstand, dass er kaum westliche Forschungsliteratur verwendet habe. Mit der Jüdischen Enzyklopädie zitiert er Kritikern zufolge ein veraltetes Nachschlagewerk „antisemitischen Gedankengutes“, das „selbst wiederum aus anderen zweifelhaften Quellen zitiere“. Anders als bei seinen vorherigen Büchern blieb das öffentliche Interesse an diesem Werk in Russland gering.
Der russische Schriftsteller Viktor Jerofejew nannte Solschenizyn in einem Nachruf den „mutigsten Schriftsteller in der gesamten Geschichte Russlands“. Solschenizyn habe „allein gegen das sowjetische Imperium gekämpft“ und letztlich gesiegt.

## Auszeichnungen (Auswahl)
- 1957: Medaille "Sieg über Deutschland"
- 1958: Medaille „Für die Einnahme Königsbergs“
- 1969: Ehrenmitglied der American Academy of Arts and Letters[31]
- 1969: Ehrenmitglied der American Academy of Arts and Sciences[32]
- 1970: Nobelpreis für Literatur
- 1983: Templeton-Preis
- 1998: Lomonossow-Goldmedaille der Russischen Akademie der Wissenschaften
- 2007: Staatspreis der Russischen Föderation durch Präsident Putin
- 2008: Großkreuz des Sterns von Rumänien (posthum)

## Bezüge zu Solschenizyn
Unter dem Eindruck von Solschenizyns Archipel Gulag analysierte der ehemalige Linksradikale André Glucksmann in seinem Buch Köchin und Menschenfresser – Über die Beziehung zwischen Staat, Marxismus und Konzentrationslager Marxismus-Leninismus und Stalinismus und rechnete schonungslos mit den Verbrechen der Sowjetunion ab. Dies hatte großen Einfluss auf die westeuropäische Linke (siehe auch Nouvelle Philosophie).
Mit ihrem Lied Mother Russia bezieht sich die britische Band Renaissance auf Solschenizyns Werk Ein Tag im Leben des Iwan Denissowitsch.  In seinem Roman Der Gaukler (1978) bezieht sich der DDR-Schriftsteller Harry Thürk deutlich auf Solschenizyn – auch wenn dessen Name nicht direkt genannt wird – und stellt ihn als moralisch verkommenen und in den Diensten westlicher Geheimdienste stehenden, konterrevolutionären sowjetischen Schriftsteller dar. Dadurch wurde die offizielle Sichtweise der DDR auf Solschenizyn bedient.

## Werke
- Ein Tag im Leben des Iwan Denissowitsch. 1962
- Matrjonas Hof. 1963
- Der erste Kreis der Hölle Manuskript ins Ausland geschmuggelt und dort 1968 veröffentlicht
- Krebsstation. 2 Bände. Neuwied 1967–1969.
- Nobelpreisrede 1970
- Das rote Rad – erster Band 1971 / Erscheinungsjahr 1986 in geschlossener Form der ersten Bände
  - August Vierzehn. 1971 (Platz 1 der Spiegel-Bestsellerliste vom 18. September bis zum 1. Oktober 1972)
  - November sechzehn. 1980 als Band 2 von Das rote Rad
  - März siebzehn. 1989, als Band 3
  - April siebzehn (nicht übersetzt) ohne Erscheinungsjahr – eigentlich Band 4, aber Solschenizyn beendete diese Arbeit aus Altersgründen
- Zwischenfall auf dem Bahnhof Kretschetowka. Erzählungen. dtv, München 1972, ISBN 3-423-00857-1.
- Der Archipel Gulag
  - Band I. 1973 (Platz 1 der Spiegel-Bestsellerliste vom 18. Februar bis zum 17. November 1974)
  - Band II. 1974 (Platz 1 der Spiegel-Bestsellerliste vom 18. November 1974 bis zum 30. März 1975)
  - Band III. 1976
- Offener Brief an die sowjetische Führung, Luchterhand 1974
- Lenin in Zürich (1975)
- Stimmen aus dem Untergrund (Essays über die Vergangenheit und Zukunft Russlands). 1975
- Die Eiche und das Kalb. Skizzen aus dem literarischen Leben. 1975
- Drei Reden an die Amerikaner. 1975
- Ostpreußische Nächte. Eine Dichtung in Versen. Russisch-deutsch, übertragen von Nikolaus Ehlert, Luchterhand, Darmstadt/Neuwied 1976.
- Kerze im Wind. 1977
- Republik der Arbeit. 1977
- Die tödliche Gefahr/Warnung des Kommunismus. 1980
- Rußlands Weg aus der Krise. Ein Manifest. 1990
- Die russische Frage am Ende des 20. Jahrhunderts. 1994
- Fortschritt um jeden Preis. 1994
- Heldenleben – Zwei Erzählungen. 1995
- Russland im Absturz. 1998
- Nemow und das Flittchen (Theaterstück) ohne Erscheinungsjahr
- Zweihundert Jahre zusammen (über das Zusammenleben von Juden und Russen in Russland und die Rolle der Juden in der jüngeren russischen Geschichte). 2002
  - Band 1 – Die russisch-jüdische Geschichte 1795–1917 – Erscheinungsjahr 2003
  - Band 2 – Die Juden in der Sowjetunion – Erscheinungsjahr 2004
- Schwenkitten '45. 2004
- Zwischen zwei Mühlsteinen. Mein Leben im Exil. 2005
- Was geschieht mit der Seele während der Nacht? 2006
- Zum Nutzen der Sache. 2007
- Meine amerikanischen Jahre. russisch 2004, deutsch 2007